# Józef Budzanowski
Józef Budzanowski, ps. Onufry (ur. 3 grudnia 1886 w Rypinie, zm. 5 października 1948 tamże) – polski samorządowiec, wieloletni burmistrz Rypina, działacz społeczny, senator w II RP.

## Życiorys
Urodził się 3 grudnia 1886 w Rypinie, w rodzinie Franciszka i Julianny z Kalewskich. Ukończył szkołę miejską w Rypinie. Do 1914 prowadził warsztat kołodziejski w Rypinie. Od 1905 roku należał do PPS (ps. Onufry), był członkiem zarządu Polskiej Macierzy Szkolnej, Komitetu Obywatelskiego i Straży Obywatelskiej w Rypinie (od 1907 roku), od 1916 roku członkiem Rady Miejskiej i Rady Powiatowej, wiceprezesem Komitetu Pomocy Żołnierzom Polskim i prezesem Komitetu Pomocy Jeńcom, założycielem oddziału Towarzystwa Czerwonego Krzyża (późniejszego PCK). 
W całym okresie międzywojennym, w latach 1919–1939 był burmistrzem miasta Rypina i jednocześnie naczelnikiem tamtejszej Ochotniczej Straży Pożarnej (w latach 1919–1935). Przyczynił się do urbanizacji Rypina, polegającej m.in. przebudowie ulic, budowie wodociągów i kanalizacji, elektrowni miejskiej i nowych dzielnic, budowie szkół, przytułków i zieleńców. 
Angażował się politycznie, od 1928 roku był wiceprezesem, a od 1930 roku – prezesem Rady Powiatowej BBWR, od 1937 roku był przewodniczącym Organizacji Miejskiej i Powiatowej OZN w Rypinie. Ponadto był członkiem Powiatowego Komitetu Wychowania Fizycznego i Przysposobienia Wojskowego, wiceprzewodniczącym rady Banku Spółdzielczego i członkiem zarządu Młyna Spółdzielczego, od 22 lutego 1932 roku był również prezesem Izby Rzemieślniczej we Włocławku. 
W 1938 roku został senatorem V kadencji (1938–1939) z województwa warszawskiego, należał do klubu OZN i pracował w komisjach: administracyjno-samorządowej, budżetowej, gospodarczej i komunikacji.
Po wybuchu II wojny światowej przeniósł się do Warszawy. Był żołnierzem AK, uczestniczył w powstaniu warszawskim. 
W 1946 roku powrócił do Rypina i zatrudnił się w Cechu Rzemiosł Różnych. Był prześladowany przez Urząd Bezpieczeństwa.
Ożenił się w 1934 roku z Katarzyną Kazimierą Gigiel. Był kuzynem Teofila Budzanowskiego.
Zmarł 5 października 1948 roku w Rypinie. Pochowany na miejscowym cmentarzu.

## Ordery i odznaczenia
- Srebrny Krzyż Zasługi (15 stycznia 1928)[5]
- Medal Dziesięciolecia Odzyskanej Niepodległości[1]
- Srebrny Medal za Długoletnią Służbę[1]